# Manu (série télévisée d'animation)
Pour les articles homonymes, voir Manu.
Manu est une série télévisée d'animation française en 135 épisodes de 3 à 7 minutes, créée par Frank Margerin, réalisée par Jean-Yves Raimbaud. La série raconte les histoires d'un jeune adolescent qui accumule gags et bêtises et dont l'ami Robert en fait souvent les frais.
La saison 1 composée d'épisodes de 3 minutes est diffusée à partir du 3 mars 1990,, à 19 h 40 et 20 h 40 sur La Cinq avant et après le journal de 20 heures. En lieu et place des sketchs de Drôles d'histoires. Elle est rediffusée à partir de janvier 1991 dans Youpi !. La saison 2, composée d'épisodes de 7 minutes, est diffusée à partir du 9 septembre 1992 dans l'émission Sparadra sur France 2. Le dépôt du bilan de La Cinq en 1992 pèse dans l'avenir du studio d'animation Jingle qui ferme ses portes en 1993.

## Synopsis
La série raconte les histoires d'un jeune adolescent qui accumule gags et bêtises et dont l'ami Robert en fait souvent les frais. Chaque épisode est construit autour d’un sujet précis, tel que la plage, le mariage, le métro ou la boxe.

## Personnages
- Manu : Jeune banlieusard de 14 ans aux allures de rockeur, toujours enjoué et de bonne humeur, avec une crête blonde comme coiffure et prêt à faire la fête avec son ami Robert, il cause involontairement bien des malheurs aux personnes qu'il croise.

- Robert : Le copain de Manu si l'on peut dire, c'est en quelque sorte son souffre-douleur, c'est toujours ce dernier qui est souvent victime des bêtises de Manu. Il est moralisateur et demande souvent à Manu de ne pas faire ceci-cela sans qu'il soit écouté. C'est un personnage un peu similaire au Schtroumpf à lunettes.

- Josiane : La sœur de Manu. Elle a 7 ans, elle apparaît de temps en temps dans les albums, elle est du genre capricieuse et râleuse, elle ne se laisse pas faire face à son frère.

- Raoul : Le père de Manu. Personnage sympathique, mais de tempérament plutôt nerveux, il se permet de donner des leçons aux autres qu'il ne peut pas lui-même appliquer. Véritable danger public, quand il est dans son véhicule, mieux vaut ne pas le croiser.

- Simone : La mère de Manu, qui lui ressemble énormément. Très autoritaire, toujours la première à calmer les excès des autres, elle déteste être désobéie et ne laisse jamais personne la corriger.

- Youki (ou Kiki) : Le chien de la famille de Manu.

## Fiche technique
- Auteur : Frank Margerin
- Réalisation : Jean-Yves Raimbaud
- Assistant-réalisateur : Christophe Malcombe
- Scénario : Frank Margerin
- Storyboard et layout : Eunice Alvarado-Ellis, Véronique Denoyelle, Eric Dora, Jacques Galan, Michel Granier, O'Groj, Alain Liaud et Christophe Malcombe
- Directeur de l'animation : Bruno Bianchi (saison 1) et Brenda McKie-Chat (saison 2)
- Décors : Philippe Traversat
- Musique : Claude Sitruk
- Production : Christian Masson
- Sociétés de production : Jingle, La Cinq, Société Générale de Gestion Cinématographique (SGGC)
- Société de post-production : VDM - LTC- M2D

## Distribution
- Michel Elias : Manu
- Éric Etcheverry : Robert, Raoul (le père)
- Christine Delaroche : Simone (la mère)
- Déborah Perret : Josiane (la sœur)
- Direction des voix : Danièle Perret

 Source et légende : version française (VF) sur RS Doublage

## Production
Frank Margerin était très réticent à l'idée d'adapter un de ces personnages en série d'animation. Au terme de deux ans de collaboration, Christian Masson (Jingle) convainc Frank Margerin de créer le personnage original de Manu. Manu est aussi la conséquence des quotas de production française imposés à la fin des années 1980. La série bénéficie d'un budget de 13,5 millions de francs. La saison 2, coproduite par La Cinq, n'ayant pu être diffusée pour cause de dépôt de bilan, fera les beaux jours des émissions jeunesses de France 2. Toute référence à la chaîne sera gommée par le nouveau diffuseur.
La Cinq produit ainsi plusieurs séries dont : Bucky O'Hare, Barnyard commandos et La Petite Boutique. M6 les récupère et les diffuse en 1992-1993 dans M6 Kid. En 1992, la disparition de La Cinq est la cause de la fermeture de nombreuses sociétés de production. Et en 1993, la société Jingle fait faillite.
Le générique de Manu est composé par Claude Sitruk, père de l'acteur Jules Sitruk (Monsieur Batignole, Moi César, 10 ans ½, 1m39, Vipère au poing, etc.). Il est entièrement joué au saxophone. À noter que Claude Sitruk, producteur, a découvert le groupe BB Brunes. Manu sort en VHS et devrait prochainement[Quand ?] être remasterisé pour sortir en DVD.

## Diffusion
La série débute le 3 mars 1990 à 19 h 40 sur La Cinq juste avant le journal de 20 heures. La Cinq diffuse la série à 19 h 40 et 20 h 40 jusqu'au 18 avril 1990. Sur la même chaîne, la série est rediffusée dans l'émission Youpi ! à partir de janvier 1991. Après le dépôt du bilan de La Cinq, la saison 2, composée d'épisodes de 7 minutes, est diffusée sur France 2 à partir du 9 septembre 1992 dans l'émission Sparadra avec la deuxième saison inédite jusqu'au 16 décembre 1992 et du 19 décembre 1992 au 2 janvier 1993 dans l'émission Noël en fête pour les fêtes de Noël.
France 2 poursuit la diffusion de la série à partir du 28 avril 1993 dans l'émission Télévisator 2 jusqu'au 30 juillet 1994 à la fin de l'émission et à partir du 7 septembre 1994 dans l'émission Chalu Maureen jusqu'au 21 juin 1995. Elle est de nouveau rediffusée à partir du 17 mars 1993 dans l'émission Télévisator 2, puis du 23 juin 1995 au 3 janvier 1996, puis du 4 février 1996 dans Dimanche mat' au 10 dans Vacances mat', enfin du 1er juin 1997 au 29 juillet 1997 sur France 2. France 2 cesse totalement la diffusion de la série à partir du 29 juillet 1997.
Au Québec, la série apparaît dans le télé-horaire dès le 7 mars 1992 sur Canal Famille dans une case de 15 minutes.

## Épisodes

### Saison 2
1. Le Danger public
2. La Surprise-partie
3. Ce soir à l'opéra[15] ou 'Ce soir, on sort
4. Tous à la plage
5. Le Shopping du supermarché
6. La Visite guidée
7. C'est le chantier
8. La Voiture idéale
9. Le Train couchettes
10. Les Nouveaux voisins[16]
11. Les Vacances à la montagne 1[17]
12. Les Vacances à la montagne 2
13. Les Vacances à la montagne 3
14. Les Vacances à la montagne 4
15. Les Vacances à la montagne 5
16. Les Vacances à la montagne 6
17. Les Vacances à la montagne 7
18. Les Vacances à la montagne 8
19. C'est dimanche
20. La Kermesse paroissiale
21. Une journée à la campagne
22. Le Correspondant américain[18]
23. Le Voyage en avion
24. C'est le souk
25. La Location champêtre
26. Y'a urgence
27. Le Mariage
28. La Chasse
29. On va gagner

## Accueil
Durant sa diffusion sur La Cinq, Manu connaît une période de diffusion difficile, due à son interruption le 18 avril 1990. De plus, la série doit subir une concurrence rude, notamment avec la série américaine Les Simpson, diffusée à partir du 16 décembre 1990 sur Canal+ et les séries d'animation japonaises diffusées dans le Club Dorothée sur TF1.